# Медель, Гари
Га́ри Алексис Меде́ль Сото (исп. Gary Alexis Medel Soto; 3 августа 1987, Сантьяго) — чилийский футболист, опорный полузащитник клуба «Бока Хуниорс». Игрок сборной Чили, за которую провёл более 160 матчей. Используется на позиции опорного полузащитника и обладает высокой выносливостью, за что получил прозвища «Питбуль» и «Чилийский Гаттузо».

## Биография
Воспитанник клуба «Универсидад Католика». Дебютировал на профессиональном уровне в 2006 году. В 2007 году забил свой первый гол в чемпионате Чили, случилось это 28 июля в дерби против «Универсидад де Чили». Конец года для игрока был смазан сериями травм, автомобильной аварией и рядом других неприятностей. 20 июля 2009 года было объявлено о переходе Гари Меделя в аргентинскую «Боку Хуниорс», официальное представление игрока произошло 3 дня спустя. 21 января 2011 года был подписан футбольным клубом «Севилья» за 3 млн евро. 11 августа 2013 года перешёл из клуба «Севилья» в «Кардифф Сити». Сумма трансфера составила 13 млн евро. 12 августа 2014 года перешёл из «Кардиффа» в «Интернационале». Сумма трансфера составила 8 млн евро. 11 августа 2017 года Медель перешёл в турецкий «Бешикташ», заплативший за него 2,5 млн евро. Личный контракт футболиста был заключён на три года. 29 августа 2019 года перешёл в итальянскую «Болонью» заплатившую за игрока 2 млн евро. Клуб заключил с игроком контракт на 3 года.
В 2007 году вместе со сборной Чили до 20 лет занял 4-е место на чемпионате Южной Америки. Затем чилийцы заняли третье место на молодёжном чемпионате мира в Канаде. В полуфинале турнира чилийцы уступили лишь будущим чемпионам сборной Аргентины. В 2008 году Медель был признан игроком года в Чили и занял прочное место в основе национальной сборной. По итогам 2009 года, в котором сборная Чили обеспечила себе попадание на мундиаль в ЮАР, Гари Медель попал в символическую сборную Южной Америки. 4 июля 2015 года он стал победителем Кубка Америки.

## Личная жизнь
Во время землетрясения в Чили в 2010 году у Меделя погибла сестра, а также 6-месячная племянница.

## Достижения

### Командные
Сборная Чили
- Обладатель Кубка Америки (2): 2015, 2016
- Серебряный призёр Кубка конфедераций: 2017

### Личные
- Футболист года в Чили (по двум версиям из трёх): 2008
- Защитник года в Чили: 2008
- Участник символической сборной Южной Америки: 2009